# ムアントンターニー駅
ムアントンターニー駅（えき）は、タイ王国のノンタブリー県 パーククレット郡にある、MRTピンクラインモノレールの駅である。駅番号はPK10。
本線と支線の分岐駅となっており、バンコクMRT路線において同一路線の分岐駅はブルーラインのタープラ駅に次いで2例目。

## 概要
国有企業タイ大量高速輸送公社(MRTA)が管理し、民間企業ノーザン・バンコク・モノレールが運営する上下分離方式がとられている。
本線と同時に2023年11月21日供用開始（公開試運転）、翌2024年1月7日に営業を開始した。
2025年に当駅起点の支線（ムアントンターニー線）が完成し、同年5月より無料の公開試運転を実施している。営業運転開始は同年6月予定。

### 構造
チェンワッタナ通りの直上に設けられた高架駅で、ピンクライン線内の他駅と同様の、標準的な構造をもつ。2階が改札フロア、3階が乗り場。
支線専用ホームの増設により、ピンクライン線内で最も乗り場が多い。北側から順に支線乗り場（3番線）、ミンブリー方面本線（1番線）、ノンタブリー方面（2番線）となっており、連続していない。1番線と3番線は対面乗り換えとなる。

## 歴史
- 2023年11月21日 - ピンクライン、公開試運転開始
- 2024年1月7日 - ピンクライン、営業運転開始
- 2025年
  - 5月20日 - 支線の公開試運転開始
  - （予定）6月17日- 支線の営業開始

## 駅周辺
- チェンワッタナインターチェンジ - シーラット高速道路（英語版）とチェンワッタナ通りが接続する
- プラパー運河（タイ語版） - ノンタブリー県とバンコク都の境界